# Records en équipe de France masculine de rugby à XV
Cet article propose les records les plus significatifs pour des joueurs de l'équipe de France de rugby à XV. Ces statistiques sont mises à jour au 9 mars 2025.
Les joueurs en gras sont encore sélectionnés actuellement[Quand ?] dans le groupe de l'équipe de France.

## Capes

### Nombre de sélections

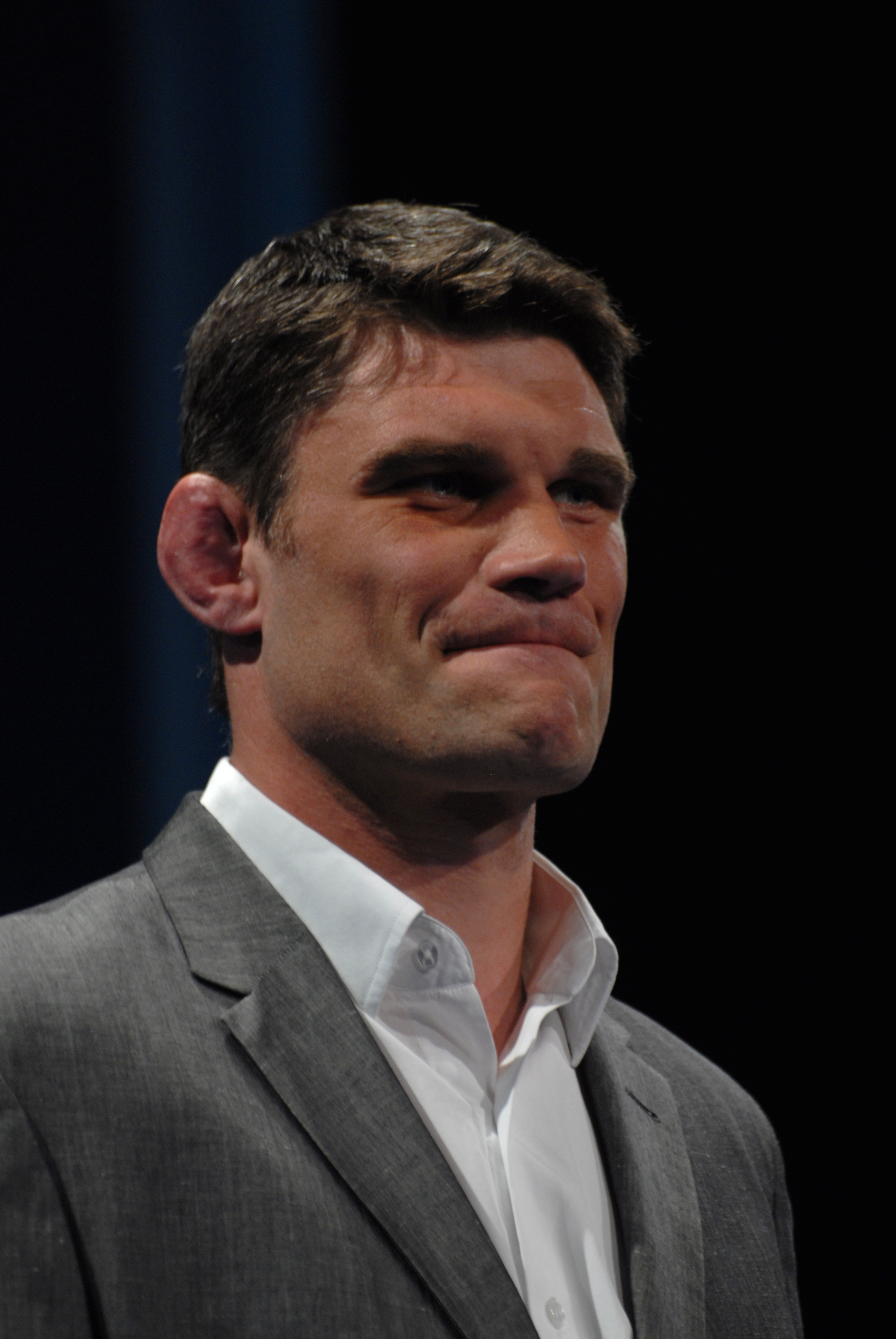
Fabien Pelous, ici en 2008, est le recordman du nombre de sélections.

Joueurs avec le plus de sélections (en gras les joueurs encore en activité) :
| Rang | Joueur              | Date d'activité | Nombre de sélections |
| ---- | ------------------- | --------------- | -------------------- |
| 1    | Fabien Pelous       | 1995-2007       | 118                  |
| 2    | Philippe Sella      | 1982-1995       | 111                  |
| 3    | Raphaël Ibañez      | 1996-2007       | 98                   |
| 4    | Gaël Fickou         | 2013-           | 96                   |
| 5    | Serge Blanco        | 1980-1991       | 93                   |
| 6    | Olivier Magne       | 1997-2007       | 89                   |
| 7    | Damien Traille      | 2001-2011       | 86                   |
| 8    | Nicolas Mas         | 2003-2015       | 85                   |
| 9    | Sylvain Marconnet   | 1998-2011       | 84                   |
| 10   | Dimitri Szarzewski  | 2004-2015       | 83                   |
| 11   | Imanol Harinordoquy | 2002-2012       | 82                   |
| 11   | Louis Picamoles     | 2008-2019       | 82                   |
| 13   | Thierry Dusautoir   | 2006-2015       | 80                   |
| 14   | Abdelatif Benazzi   | 1990-2001       | 78                   |
| 15   | Frédéric Michalak   | 2001-2015       | 77                   |

### Nombre de sélections des joueurs encore en activité

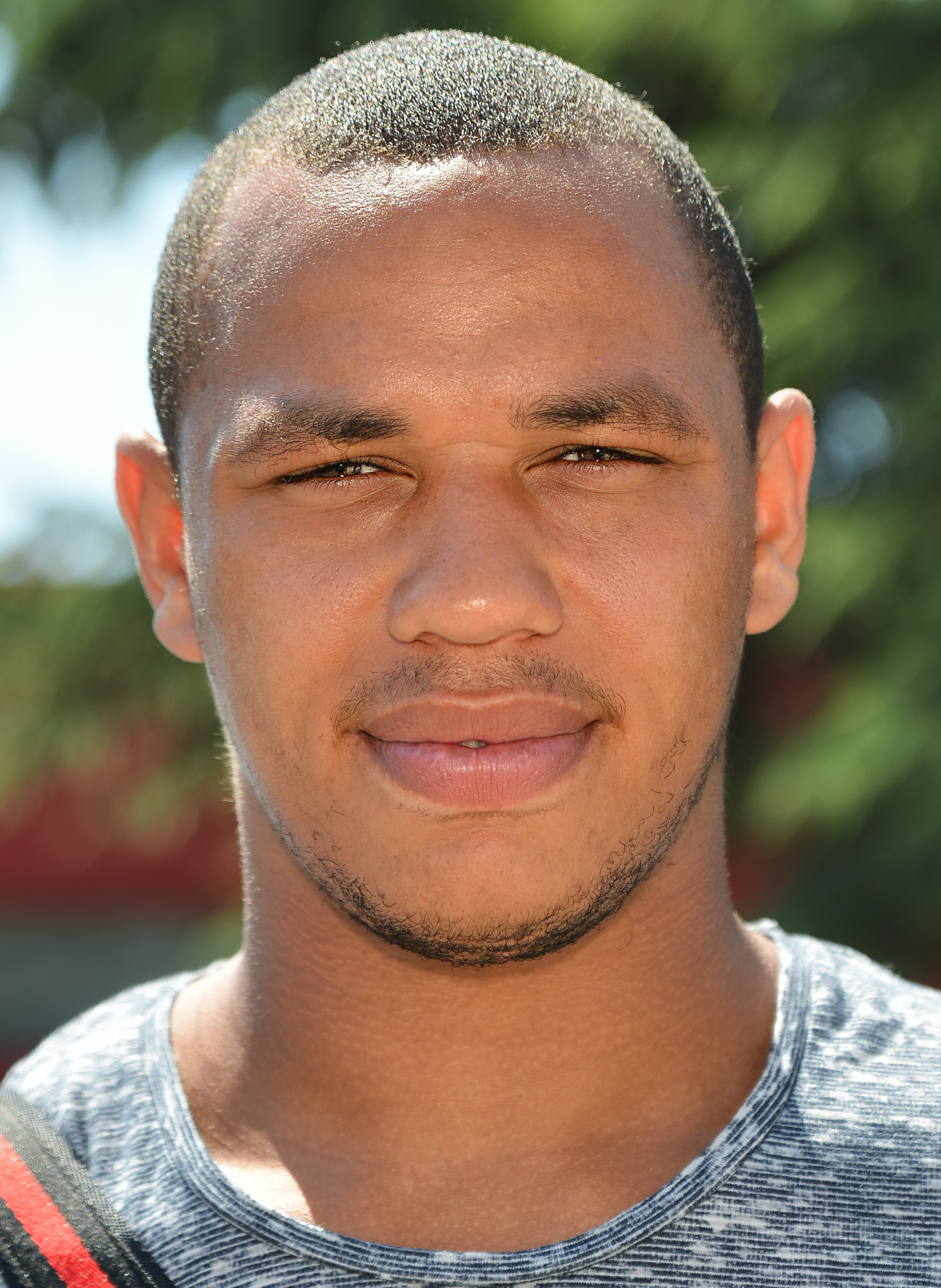
Gaël Fickou, ici en 2016, est le joueur en activité ayant le plus de sélections.

Joueurs en activité n'ayant pas pris leur retraite internationale avec le plus de sélections (en gras, ceux qui sont actuellement dans le groupe sélectionné) :
| Rang | Joueur            | Dates d'activité | Nombres de sélections |
| ---- | ----------------- | ---------------- | --------------------- |
| 1    | Gaël Fickou       | 2013-            | 96                    |
| 2    | Uini Atonio       | 2014-            | 68                    |
| 3    | Antoine Dupont    | 2017-            | 59                    |
| 3    | Rabah Slimani     | 2013-            | 59                    |
| 5    | Cyril Baille      | 2016-            | 57                    |
| 6    | Damian Penaud     | 2017-            | 56                    |
| 6    | Grégory Alldritt  | 2019-            | 56                    |
| 6    | Romain Taofifénua | 2012-            | 56                    |
| 9    | Baptiste Serin    | 2016-            | 46                    |
| 9    | Charles Ollivon   | 2018             | 46                    |

### Nombre de sélections dans le Tournoi

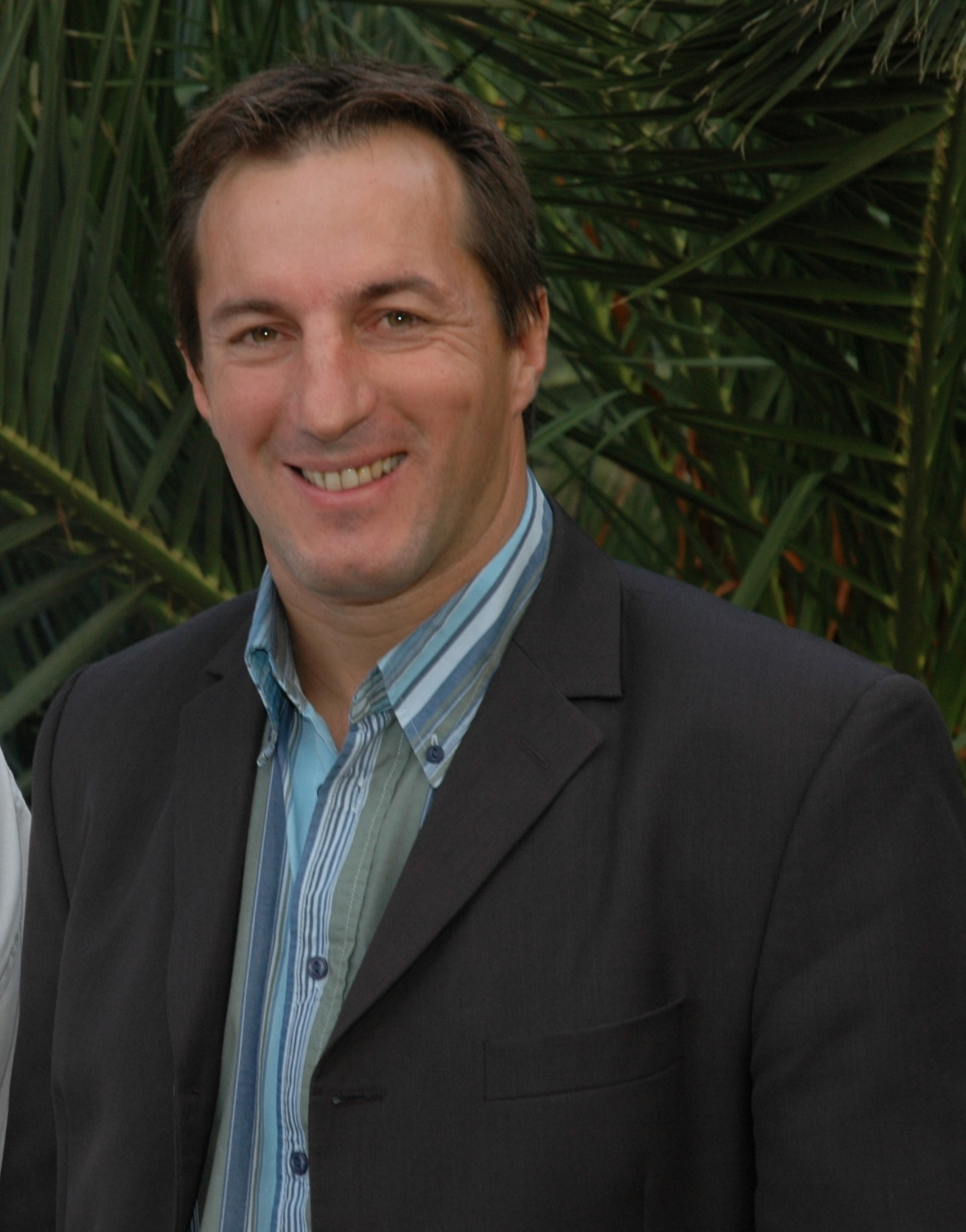
Philippe Sella, ici en 2007, est le recordman du nombre de sélection dans le Tournoi des Cinq Nations.

| Rang | Joueur              | Dates d'activité | Nombres de sélections |
| ---- | ------------------- | ---------------- | --------------------- |
| 1    | Philippe Sella      | 1983-1995        | 50                    |
| 1    | Gaël Fickou         | 2013-            | 50                    |
| 2    | Fabien Pelous       | 1996-2006        | 49                    |
| 4    | Serge Blanco        | 1981-1991        | 42                    |
| 5    | Sylvain Marconnet   | 1999-2011        | 40                    |
| 6    | Jean-Pierre Rives   | 1975-1984        | 39                    |
| 6    | Imanol Harinordoquy | 2002-2012        | 39                    |
| 8    | Raphaël Ibañez      | 1996-2007        | 38                    |
| 8    | Julien Bonnaire     | 2004-2012        | 38                    |
| 8    | Nicolas Mas         | 2005-2015        | 38                    |

### Nombre de sélections en Coupe du monde

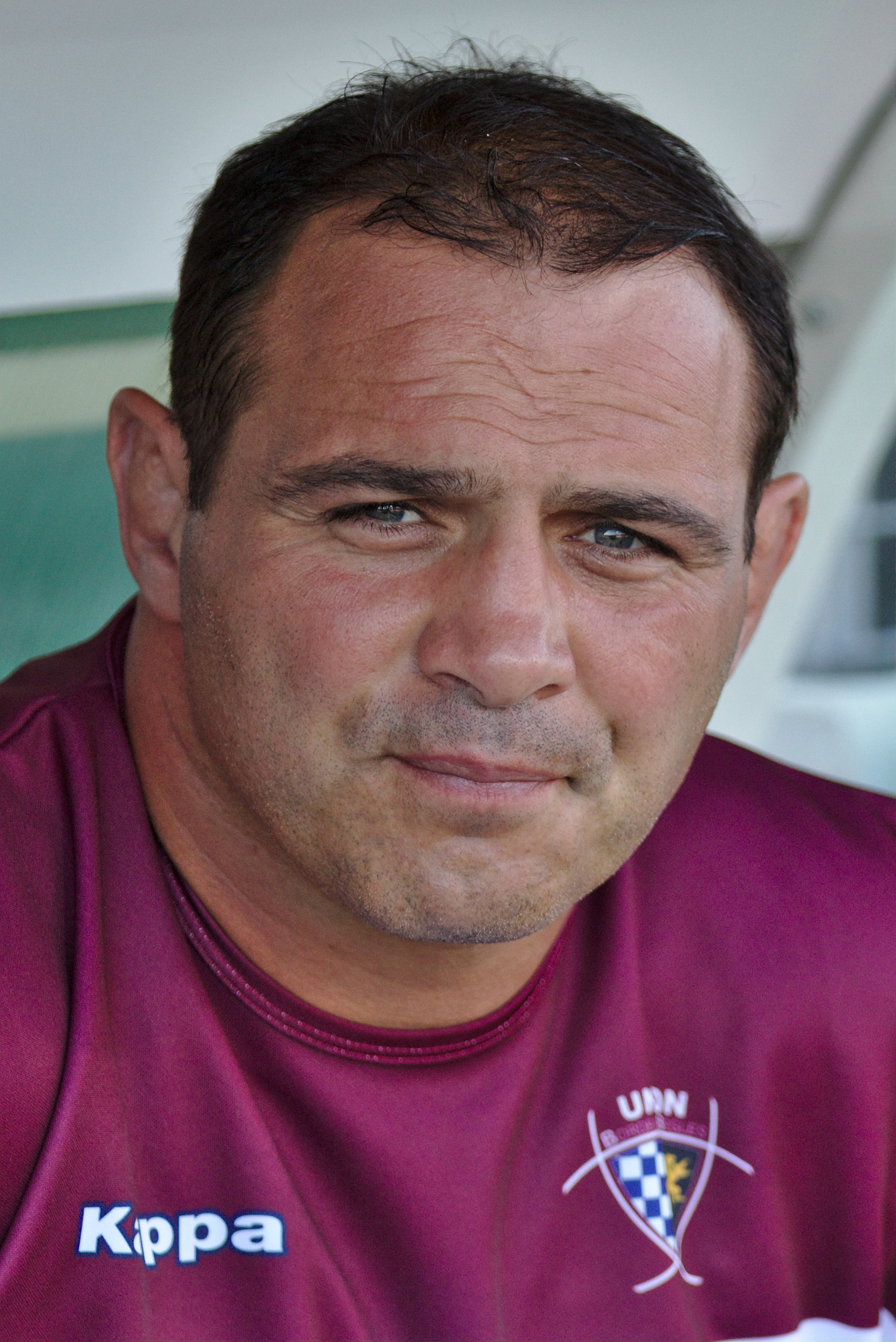
Raphaël Ibañez, ici en 2015, est le recordman du nombre de sélections en Coupe du monde.

Les dix joueurs ayant le plus de sélections en Coupe du monde :
| Rang | Joueur              | Dates d'éditions | Nombre d'éditions | Nombre de sélections |
| ---- | ------------------- | ---------------- | ----------------- | -------------------- |
| 1    | Raphaël Ibañez      | 1999-2007        | 3                 | 18                   |
| 2    | Jean-Baptiste Poux  | 2003-2011        | 3                 | 17                   |
| 2    | Aurélien Rougerie   | 2003-2011        | 3                 | 17                   |
| 4    | Frédéric Michalak   | 2003-2015        | 4                 | 16                   |
| 5    | Imanol Harinordoquy | 2003-2011        | 3                 | 16                   |
| 5    | Fabien Pelous       | 1999-2007        | 3                 | 16                   |
| 7    | Fabien Galthié      | 1991-2003        | 4                 | 15                   |
| 8    | Abdelatif Benazzi   | 1991-1999        | 3                 | 15                   |
| 8    | Christophe Dominici | 1999-2007        | 3                 | 15                   |
| 8    | Thierry Dusautoir   | 2007-2015        | 3                 | 15                   |

### Nombre de capitanats

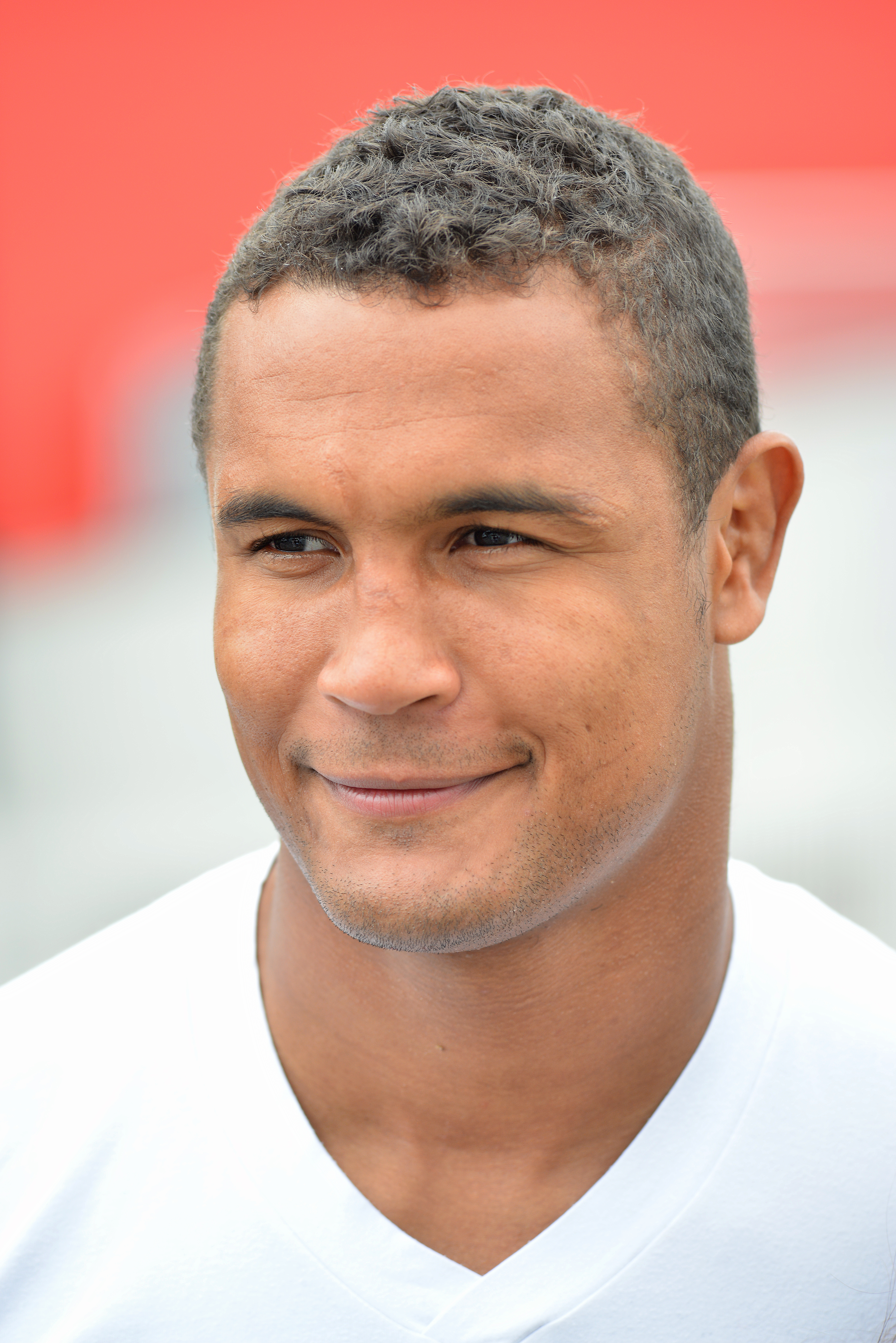
Thierry Dusautoir, ici en 2014, possède le plus grand nombre de capitanats.

| Rang | Joueur               | Capitanats | Période     |
| ---- | -------------------- | ---------- | ----------- |
| 1    | Thierry Dusautoir    | 56         | 2009 - 2015 |
| 2    | Fabien Pelous        | 42         | 1997 - 2006 |
| 3    | Raphaël Ibañez       | 41         | 1998 - 2007 |
| 4    | Jean-Pierre Rives    | 34         | 1978 - 1984 |
| 4    | Philippe Saint-André | 34         | 1994 - 1997 |
| 6    | Guilhem Guirado      | 33         | 2016 - 2020 |
| 7    | Antoine Dupont       | 27         | 2021 -      |
| 8    | Daniel Dubroca       | 25         | 1986 - 1988 |
| 8    | Fabien Galthié       | 25         | 1999 - 2003 |
| 10   | Guy Basquet          | 24         | 1948 - 1952 |
| 11   | Michel Crauste       | 22         | 1961 - 1966 |
| 12   | Jacques Fouroux      | 21         | 1974 - 1977 |
| 13   | François Moncla      | 18         | 1960 - 1961 |
| 13   | Christian Carrère    | 18         | 1967-1971   |
| 15   | Serge Blanco         | 17         | 1990 - 1991 |
| 15   | Charles Ollivon      | 17         | 2020 - 2024 |

## Points

### Nombre de points

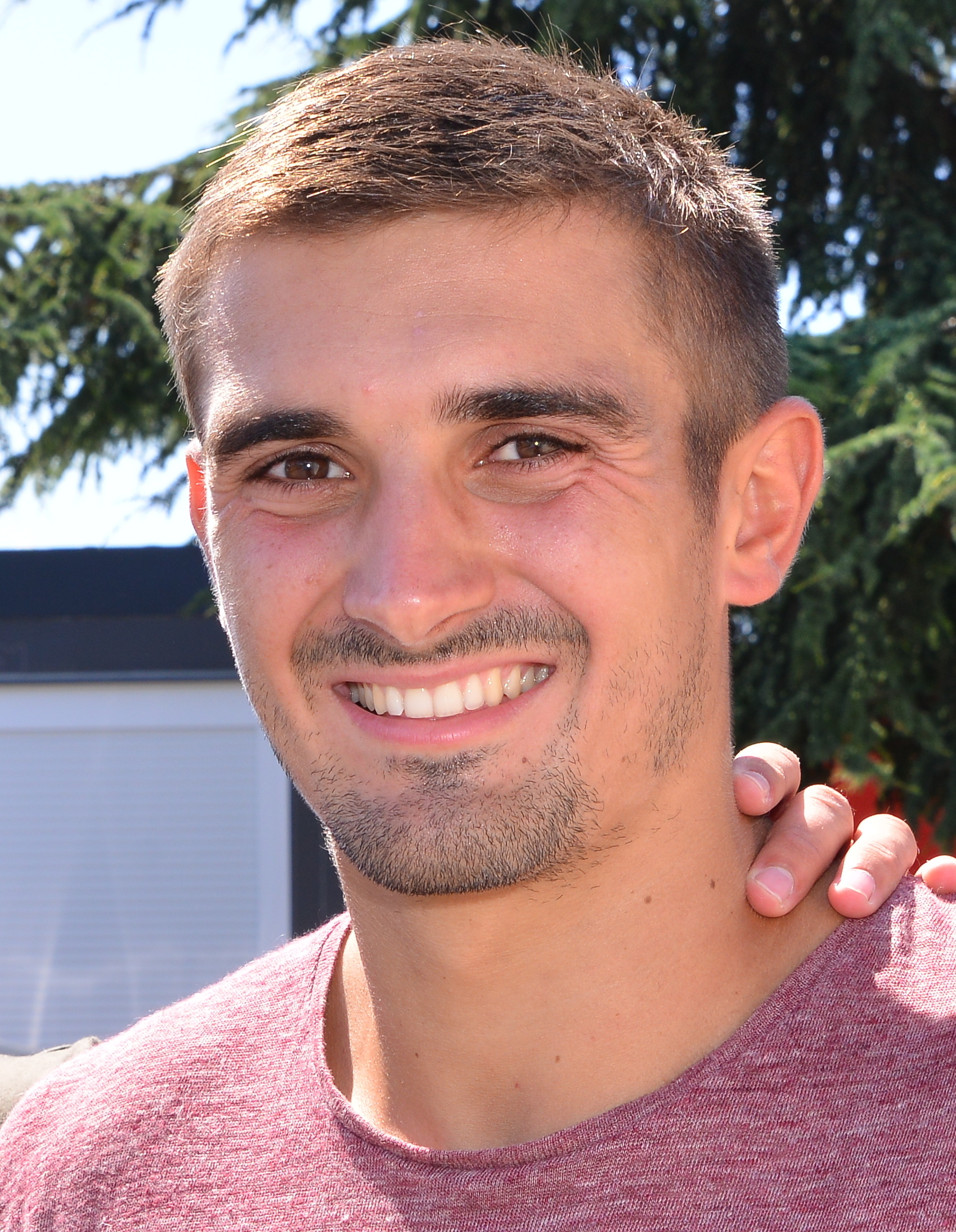
Thomas Ramos, ici en 2018, est le joueur ayant inscrit le plus de points en équipe de France.

| Rang | Joueur              | Dates d'activité | Nombres de points |
| ---- | ------------------- | ---------------- | ----------------- |
| 1    | Thomas Ramos        | 2019-            | 450               |
| 2    | Frédéric Michalak   | 2001-2015        | 436               |
| 3    | Christophe Lamaison | 1996-2001        | 380               |
| 4    | Dimitri Yachvili    | 2002-2012        | 373               |
| 5    | Morgan Parra        | 2008-2019        | 370               |
| 6    | Thierry Lacroix     | 1989-1997        | 367               |
| 7    | Didier Camberabero  | 1982-1991        | 354               |
| 8    | Gérald Merceron     | 1999-2003        | 267               |
| 9    | Jean-Pierre Romeu   | 1972-1979        | 265               |
| 10   | Thomas Castaignède  | 1995-2007        | 252               |

### Nombre d'essais

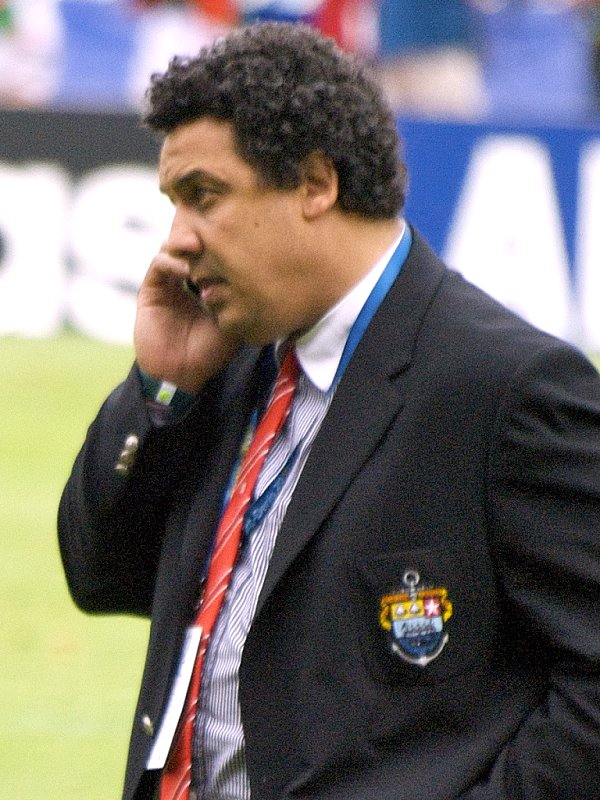
Serge Blanco, ici en 2010, est le recordman d'essais en équipe de France, à égalité avec Damian Penaud depuis mars 2025.

Voici la liste des dix joueurs de rugby à XV français ayant marqué le plus d'essais en équipe de France depuis le premier match de celle-ci le 1er janvier 1906 contre la Nouvelle-Zélande.
| Rang | Nom                    | Dates d'activité | Essais inscrits |
| ---- | ---------------------- | ---------------- | --------------- |
| 1    | Serge Blanco           | 1980-1991        | 38              |
| 1    | Damian Penaud          | 2017-            | 38              |
| 3    | Vincent Clerc          | 2002-2013        | 34              |
| 4    | Philippe Saint-André   | 1990-1997        | 32              |
| 5    | Philippe Sella         | 1982-1995        | 30              |
| 6    | Philippe Bernat-Salles | 1992-2001        | 26              |
| 6    | Émile Ntamack          | 1994-2000        | 26              |
| 8    | Christophe Dominici    | 1998-2007        | 25              |
| 9    | Christian Darrouy      | 1957-1967        | 23              |
| 9    | Aurélien Rougerie      | 2001-2012        | 23              |

### Nombre de transformations

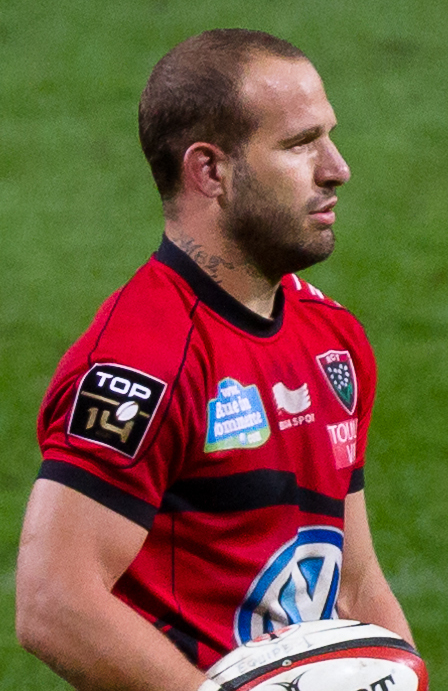
Frédéric Michalak, ici en 2012, avait jusqu'au 15 mars 2025 inscrit le plus grand nombre de points en équipe de France.

| Rang | Joueur                  | Dates d'activité | Transformations |
| ---- | ----------------------- | ---------------- | --------------- |
| 1    | Thomas Ramos            | 2019-            | 99              |
| 2    | Christophe Lamaison     | 1996-2001        | 61              |
| 2    | Frédéric Michalak       | 2001-2015        | 61              |
| 4    | Dimitri Yachvili        | 2002-2012        | 51              |
| 5    | Didier Camberabero      | 1982-1993        | 48              |
| 6    | Morgan Parra            | 2008-2019        | 47              |
| 7    | Michel Vannier          | 1953-1961        | 45              |
| 8    | Thomas Castaignède      | 1995-2007        | 42              |
| 9    | Jean-Baptiste Élissalde | 2000-2008        | 40              |
| 10   | Gérald Merceron         | 1999-2003        | 36              |
| 10   | Richard Dourthe         | 1995-2001        | 36              |

### Nombre de pénalités

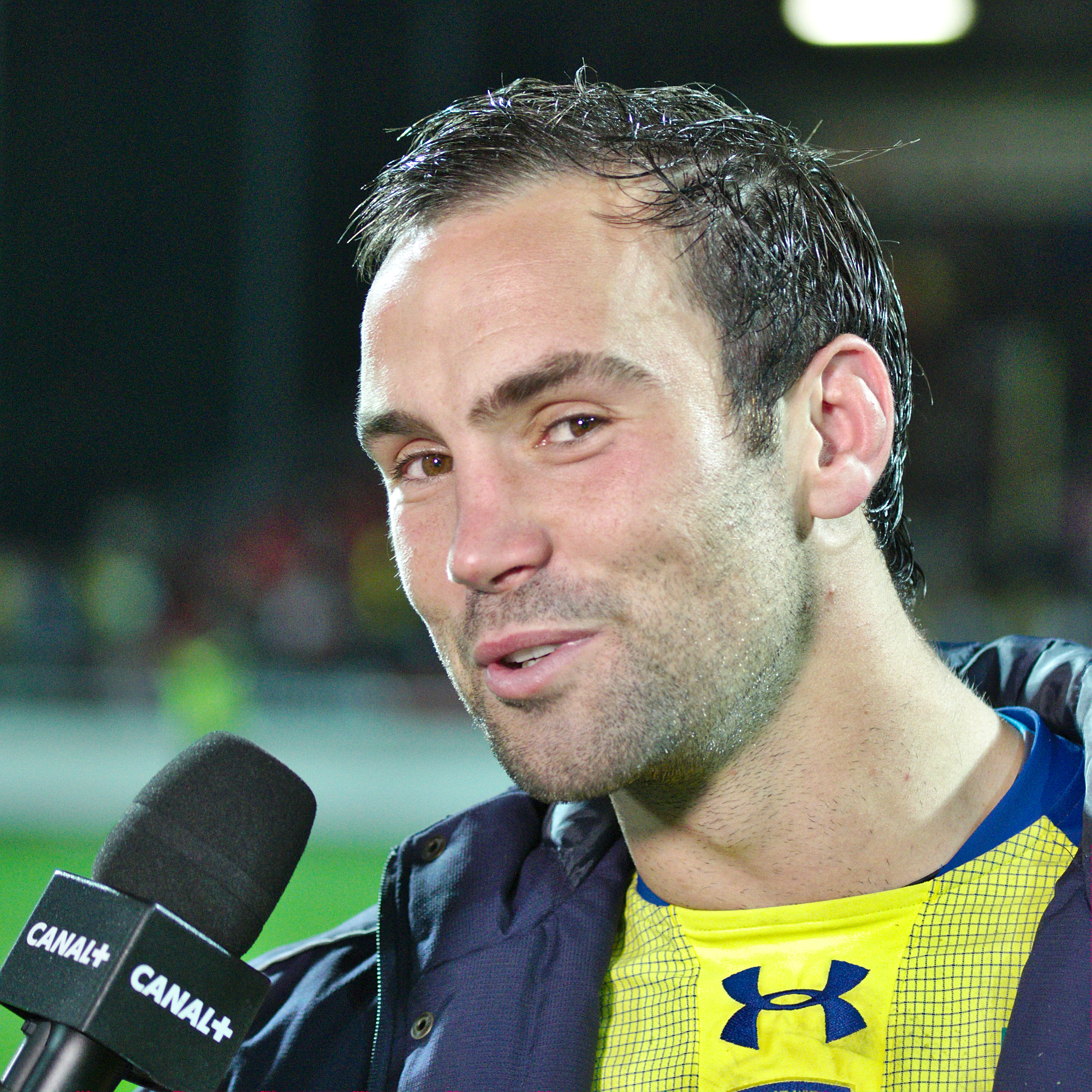
Morgan Parra, ici en 2014, fait partie des trois joueurs ayant marqué le plus de pénalités.

| Rang | Joueur              | Dates d'activité | Pénalités |
| ---- | ------------------- | ---------------- | --------- |
| 1    | Thierry Lacroix     | 1989-1997        | 89        |
| 2    | Morgan Parra        | 2008-2019        | 86        |
| 3    | Dimitri Yachvili    | 2002-2012        | 85        |
| 4    | Frédéric Michalak   | 2001-2015        | 79        |
| 5    | Christophe Lamaison | 1996-2001        | 78        |
| 6    | Thomas Ramos        | 2019-            | 73        |
| 7    | Didier Camberabero  | 1982-1993        | 59        |
| 8    | Gérald Merceron     | 1999-2003        | 57        |
| 9    | Jean-Pierre Romeu   | 1972-1977        | 56        |
| 10   | Melvyn Jaminet      | 2021-            | 46        |

### Nombre de drops

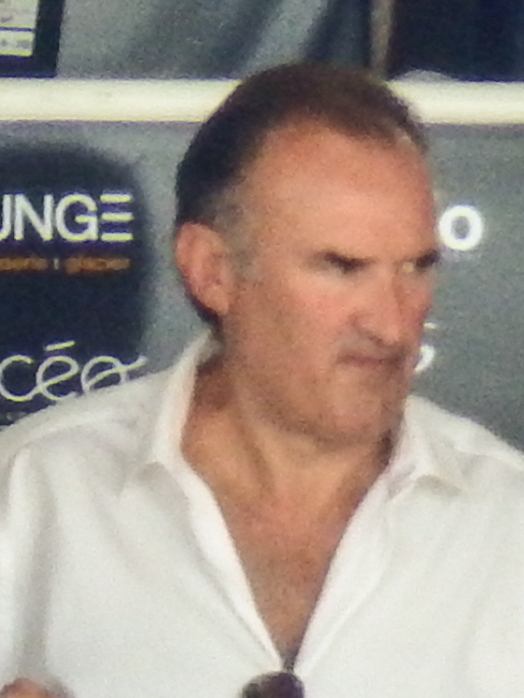
Jean-Patrick Lescarboura, ici en 2015, est le joueur ayant marqué le plus de drops.

| Rang | Joueur                   | Dates d'activité | Drops |
| ---- | ------------------------ | ---------------- | ----- |
| 1    | Jean-Patrick Lescarboura | 1982-1990        | 15    |
| 2    | Pierre Albaladejo        | 1954-1964        | 12    |
| 3    | Guy Camberabero          | 1961-1968        | 11    |
| -    | Didier Camberabero       | 1982-1993        | 11    |
| 5    | Jean-Pierre Romeu        | 1972-1977        | 9     |
| -    | Frédéric Michalak        | 2001-2015        | 9     |
| 7    | Michel Vannier           | 1953-1961        | 8     |
| -    | Guy Laporte              | 1981-1987        | 8     |
| 8    | François Trinh-Duc       | 2008-2018        | 7     |
| 9    | Jean Prat                | 1945-1955        | 6     |
| -    | Christophe Lamaison      | 1996-2001        | 6     |

### Full house

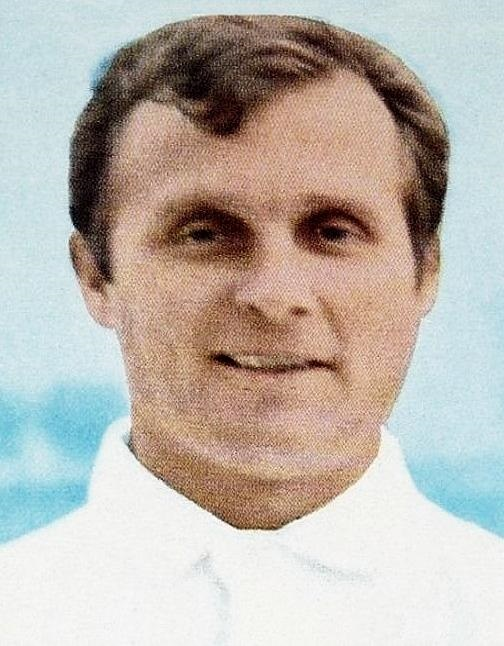
Guy Camberabero, ici en 1971, est le premier français à réaliser un Full house, en 1967.

Sept joueurs ont inscrit au moins 1 essai, 1 transformation, 1 drop et 1 pénalité dans le même match.
Le premier à le réaliser est Guy Camberabero, le 1er avril 1967 lors de la victoire 20 à 14 sur le pays de Galles, rencontre où il inscrit un essai, une transformation, deux drops et une pénalité. C'est ensuite Jean-Pierre Romeu qui inscrit un essai, une transformation, un drop et une pénalité lors du match nul 12 partout face à l'Angleterre le 2 mars 1974. Jean-Patrick Lescarboura marque un essai, deux transformations, un drop et une pénalité contre la Roumanie lors de la victoire 26 à 15 du 4 décembre 1983. Didier Camberabero rejoint son père Guy dans cette liste le 30 juin 1990 lors d'une victoire 28 à 19 face à l'Australie en inscrivant un essai, une transformation, trois drops et trois pénalités. C'est ensuite Thomas Castaignède, avec un essai, quatre transformations, un drop et une pénalité qui réussit un full house le 17 octobre 1995 lors de la victoire 52 à 8 face à la Roumanie. Christophe Lamaison le réussit deux fois : la première le 15 mars 1997  avec un essai, deux transformations, un drop et deux pénalités lors d'une victoire 23 à 20 en Angleterre. La seconde, dans le cadre de la Coupe du monde 1999, le 31 octobre 1999 lors de la victoire 43 à 31 face à la Nouvelle-Zélande avec un essai, quatre transformations, deux drops et trois pénalités ; pour l'anecdote, ces deux matches eurent lieu à Twickenham. Le dernier joueur français à réaliser cette performance est Frédéric Michalak le 25 octobre 2003 avec un essai, quatre transformations, un drop et quatre pénalités contre l'Écosse en match de poule de la Coupe du monde en Australie.